# 화장품성 여드름
화장품성 여드름(acne cosmetica)은 화장품에 의해 발병하거나 악화되는 여드름을 가리킨다.:240 1970~1980년대에 피부과에서는 중요한 문제가 되었으나, 지난 30년에 걸쳐 화장품 화학자가 일구어낸 개선된 배합을 통해 화장품성 여드름을 진단받는 일은 상대적으로 줄어들었다.
사람들은 처음에는 자신들이 사용하는 화장품에 대한 반응 탓을 하지 않으나 특정 메이크업, 자외선 차단제, 입술 제품을 사용한 뒤 증상이 악화되는 것을 눈치챌 수 있다.